# Oniscigastridae
Oniscigastridae  (лат.) — семейство подёнок из подотряда Schistonota. Распространены в Австралии, Тасмании, Новой Зеландии и в Чили.

## Описание
Длина тела имаго около 12-15 мм. Задняя пара крыльев имаго хорошо развиты и на конце тела дву хвостовых нити. Первая пара жабр личинок образует овальные клапаны, покрывающие следующие жабры.

## Образ жизни
Личинки питаются детритом, встречаются на песчаном субстрате в медленно текущих водотоках и в стоящих водоемах.

## Классификация
Виды этого семейства объединяют в 3 рода:
- Siphlonella Needham et Murphy — Чили[2]
  - Siphlonella guttata (Pictet, 1843)
  - Siphlonella ventilans Needham et Murphy, 1924
- Oniscigaster McLachlan, 1873[1]
  - Oniscigaster distans Eaton, 1899
  - Oniscigaster intermedius Eaton, 1899
  - Oniscigaster wakefieldi McLachlan, 1873
- Tasmanophlebia Tillyard, 1921 — Австралия и Тасмания[2][4]
  - Tasmanophlebia lacuscoerulei Tillyard, 1933
  - Tasmanophlebia lacustris Tillyard, 1921
  - Tasmanophlebia nigrescens Tillyard, 1933